# مانگتابا-موسی
مانگتابا-موسی شهری در شهرستان تیکاره در استان بام در بورکینافاسوی شمالی است و جمعیت آن ۲۲۲۷ نفر است.